# Scary Movie 3
Scary movie 3 (conocida como Scary Movie 3: Una película de miedo 3 y Scary Movie 3: No hay dos sin 3 en Hispanoamérica) es una película estadounidense de comedia y satírica dirigida por David Zucker. Es la tercera parte de la saga cómica y de parodias Scary Movie. El elenco de la película está conformado por Anna Faris, Regina Hall quienes vuelven en sus roles de Cindy Campbell y Brenda Meeks respectivamente de anteriores películas así como la integración de nuevos actores a la franquicia tales como Charlie Sheen, Anthony Anderson, Kevin Hart y Simon Rex. En contraste con sus predecesoras la película no solo parodia películas de terror y suspenso de la década en que fue lanzada como The Ring y Señales sino además otros largometrajes de diversos géneros tales como The Matrix Reloaded, 8 Millas y Los otros.

## Argumento
Dos mujeres conversan acerca de una cinta de vídeo maldita que supuestamente mata en siete días a cualquiera que la vea; tras verla, una entidad invisible las mata. Mientras tanto, en una granja en las afueras de Washington D. C., el pastor viudo Tom Logan y su hermano George descubren a la hija de Tom, Sue, gritando en medio de un círculo en las cosechas. 
La reportera Cindy Campbell analiza los círculos de las cosechas en las noticias, pero su reportaje es ignorado. Más tarde, Cindy recoge en la escuela a su sobrino Cody, quien tiene poderes de precognición, en ese momento conoce a George, quien la invita a ella y a Brenda Meeks a una batalla de rap; George gana pero es expulsado después de usar sin querer una capucha blanca puntiaguda similar a la del Ku Klux Klan ante un multitud afroamericana.
Brenda le cuenta a Cindy sobre la cinta de video maldita y le pide que le haga compañía. Después de gastarle varias bromas a Cindy, la chica de la cinta, Tabitha, mata a Brenda. George recibe una llamada telefónica sobre la muerte de Brenda y Tom se reúne con Sayaman, quien se disculpa por matar a la esposa de Tom en un accidente automovilístico.
Durante el velorio de Brenda, George y Mahalik causan estragos en un intento fallido de resucitarla. Cindy encuentra la cinta en la habitación de Brenda, la mira y recibe una llamada telefónica advirtiéndole de su muerte en siete días. Llama a George, y a los raperos CJ y Mahalik para pedir ayuda. CJ dice que su tía Shaneequa puede ayudar. Shaneequa descubre que cierta imagen oculta en un faro puede romper la maldición si Cindy lo encuentra. Cuando Cindy regresa a casa, descubre que Cody ha visto la cinta.
Desesperada por salvar a Cody, Cindy escribe una advertencia en el teleprompter del presentador de noticias, pero su jefe la interrumpe y el presentador recita el mensaje equivocado. Mientras tanto, los Logan se encuentran con un extraterrestre disfrazado de Michael Jackson, y el presidente estadounidense Baxter Harris visita personalmente la granja para investigar los círculos de las cosechas.
Cindy visita el faro, donde se encuentra con El Arquitecto. El locuaz anciano explica que Tabitha era su malvada hija adoptiva a quien su esposa ahogó en el pozo de la granja, pero no antes de que ella grabara su maldad en la cinta VHS, la cual por error fue devuelta a Blockbuster, confundiéndola con Pootie Tang y desatando la maldición. Cuando Cindy pregunta cómo se relaciona esto con los extraterrestres, el arquitecto especula que Tabitha los está convocando para que la ayuden a destruir a la humanidad.
Al regresar a casa, Cindy descubre que Cody ha desaparecido, las noticias han estado transmitiendo la cinta maldita durante horas y ha habido varios avistamientos de extraterrestres en todo el mundo. Ella sigue a Cody hasta la granja Logan, donde se ha refugiado con George. Tom envía a Cindy, Sue y Cody al sótano por seguridad, mientras él, George y Mahalik salen a luchar contra los extraterrestres con la ayuda del presidente Harris y el Servicio Secreto. Los extraterrestres revelan que son amigables y han venido a detener a Tabitha después de ver accidentalmente la cinta en una transmisión que interceptaron, confundiéndola también con Pootie Tang.
En el sótano, Cindy reconoce el sótano de la granja por la cinta y encuentra el pozo donde se ahogó Tabitha. Tabitha aparece y toma a Cody como rehén. Cindy y George la atraen y le ofrecen un lugar en su familia. Tabitha afirma falsamente que su maldición se ha roto, pero mientras ataca, el presidente Harris abre una puerta y, sin querer, la arroja al pozo.
Los extraterrestres se van y Cindy y George se casan. Al partir hacia su luna de miel, se dan cuenta de que accidentalmente dejaron atrás a Cody. Después de que Cindy evita por poco atropellar a Cody en una intersección, otro coche lo atropella.

## Reparto
| Personaje                   | Actor                   |
| --------------------------- | ----------------------- |
| Cindy Campbell              | Anna Faris              |
| Brenda Meeks                | Regina Hall             |
| George Logan                | Simon Rex               |
| Reverendo Tom Logan         | Charlie Sheen           |
| Orfeo                       | Eddie Griffin           |
| Annie, esposa del reverendo | Denise Richards         |
| Padre Muldoon               | Darrell Hammond         |
| Ross Giggins                | Jeremy Piven            |
| Cody                        | Drew Mikuska            |
| Shaneequa, el Oráculo       | Queen Latifah           |
| Presidente de EE. UU.       | Leslie Nielsen          |
| Soldado Champlin            | Camryn Manheim          |
| Arquitecto                  | George Carlin           |
| Becca                       | Pamela Anderson         |
| Kate                        | Jenny McCarthy          |
| Agente Thompson             | Ja Rule                 |
| Mahalik                     | Anthony Anderson        |
| C. J.                       | Kevin Hart              |
| John Wilson                 | D. L. Hughley           |
| Tabitha (fantasma)          | Marny Eng               |
| Tabitha (viva)              | Naomi Lawson-Baird      |
| Sue Logan                   | Jianna Ballard          |
| Simon Cowell                | Simon Cowell (él mismo) |
| Madre de Brenda             | Patricia Idlette        |
| Madre de Tabitha            | Lori Stewart            |

Adicionalmente la película cuenta con cameos de los raperos Master P, RZA, Raekwon, Method Man, Redman, Macy Gray, U-God y Fat Joe como ellos mismos.

## Películas parodiadas

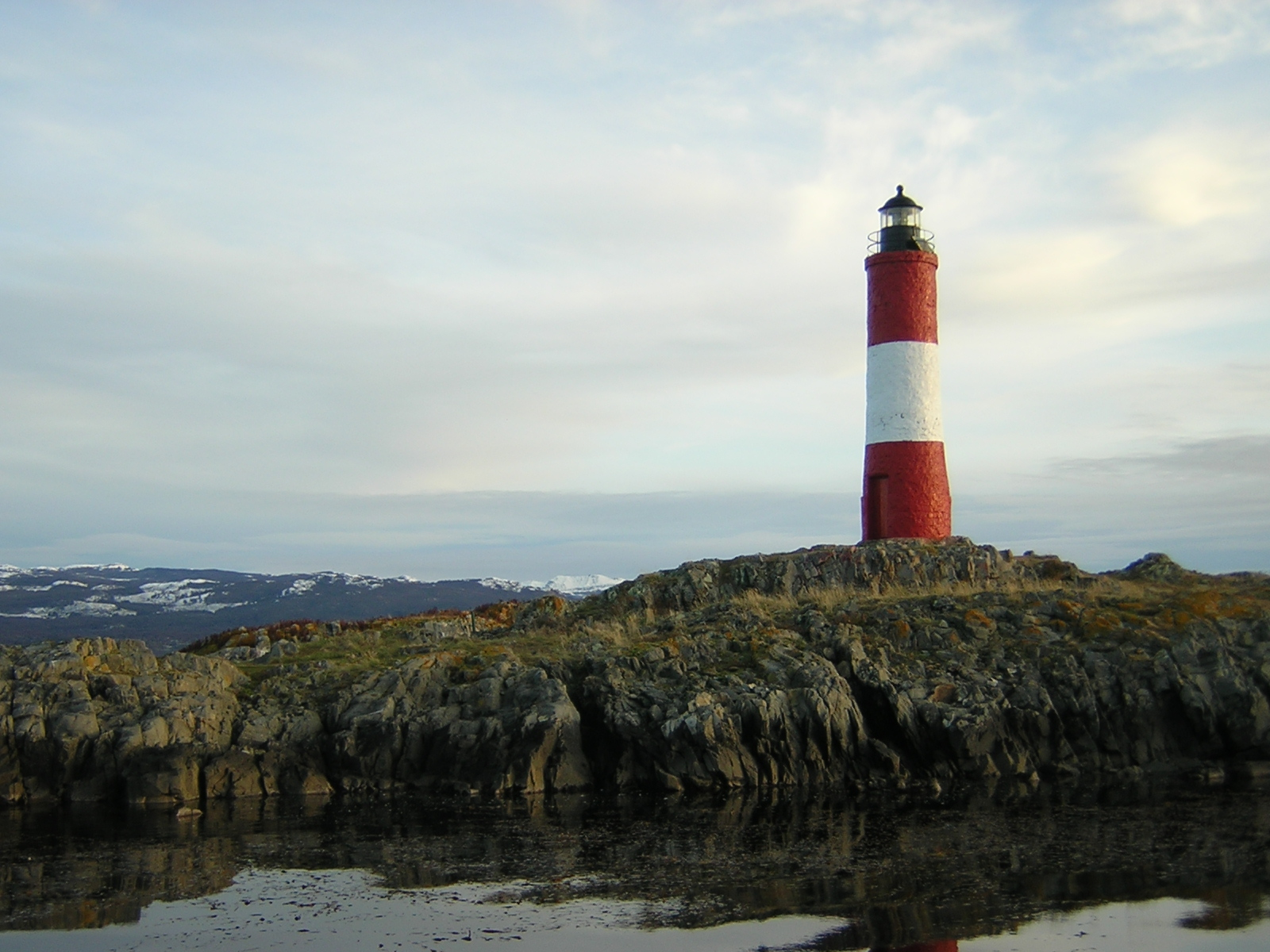
Faro similar al de la película (Faro Les Éclaireurs)

- The Ring: trama principal de la película.
- Señales: también trama principal de la película.
- Los otros: escena en donde aparece Michael Jackson.
- Airplane!: cuando el presidente abre la puerta lanzando a Thabitha al pozo y dice la frase «Quiero desearles buena suerte. Contamos con ustedes». Curiosamente fue Leslie Nielsen el que hizo ambas escenas.
- 8 Mile: escena donde ocurre la batalla de rap de George parodiando a Eminem en dicha película.
- The Matrix Reloaded: escena donde Cindy se encuentra con el Arquitecto.
- Matrix:  aparte de la escena del oráculo, cuando llega a la casa casi al mismo tiempo que los alienígenas, el presidente de los EE.UU llega acompañado de un hombre corpulento, con corbata y gafas de sol, haciendo referencia a los agentes de la Matrix.

## Producción
Planes para una tercera entrega de “Scary Movie” fueron anunciados por la distribuidora original Dimension Films desde el 22 de noviembre de 2002. Debido a un desacuerdo entre los creadores originales de la franquicia los hermanos Wayans y la distribuidora, ni Keenan Ivory Wayans, Marlon Wayans y Shawn Wayans regresaron como director, coguionistas y coprotagonistas respectivamente y en su lugar David Zucker, director de Airplane! fue contratado como reemplazo.
En un principio el guion de la película estaba planificado para parodiar franquicias como Star Wars, El señor de los anillos y Harry Potter y llevaría por título “Scary Movie 3: Episode I - Lord of the Brooms”. Por decisión de Zucker, la película terminó siendo reescrita por Craig Mazin y Pat Proft para realizar un guion más parecido al de las dos películas anteriores. Mientras que los escritores originales para el primer borrador Jason Friedberg y Aaron Seltzer terminaron trabajando en Epic Movie, estrenada algunos años después y por parte de otra distribuidora.    
La filmación comenzó el 12 de marzo de 2003 y terminó el 16 de julio del mismo año. La película se filmó principalmente en Columbia Británica y en Washington D. C.

## Recepción

### Taquilla
La película se posicionó en el lugar número uno en los Estados Unidos, recaudando $48.1 millones en su primer fin de semana y $57.5 millones para esa semana. En su segunda semana, recaudó $24.7 millones. Al final de su carrera en la taquilla, Scary Movie 3 recaudó $110 millones en los Estados Unidos y $110.7 millones a nivel internacional, con un total de $220.7 millones.

### Crítica
La película recibió una calificación de 35% en Rotten Tomatoes y 49 de 100 en Metacritic, con el consenso de la primera "Aunque es una mejora con respecto a la segunda Scary Movie, las risas siguen siendo inconsistentes". Esta es la primera película de la serie en ser clasificada PG-13. Las dos primeras películas fueron clasificadas R.